# 이미경 (육상 선수)
이미경 (1975년 5월 26일  ~ )은 대한민국의 장거리 달리기 선수였다. 그녀는 1996년 하계 올림픽 여자 마라톤 경기에 출전했다.